# Stanton Davis
Stanton Davis (New Orleans, 10 november 1945) is een Amerikaanse jazzmuzikant (trompet, bugel).

## Biografie
Davis studeerde tot 1973 aan het New England Conservatory of Music. Begin jaren 1970 leidde hij de jazzfunkband Ghetto Mysticism, waarmee hij in New England en New York optrad en het album Brighter Days opnam.
Hij werkte daarna met de jazzmuzikanten George Gruntz, Jim Pepper, Bob Stewart, David Murray, Muhal Richard Abrams, Sam Rivers, Gil Evans, Webster Lewis, Jaki Byard en Max Roach en met de bands The Mercer Ellington Orchestra, The Lionel Hampton Orchestra, George Russells Living Time Orchestra, Mongo Santamaría's Orchestra, Mario Bauzá & His Afro-Cuban Jazz Orchestra, Lester Bowie's Brass Fantasy en het Liberation Music Orchestra van de bassist Charlie Haden.
Daarnaast speelde hij trompet in soundtracks voor films als An American Dream en The Virgin Island Adventure en piano in verschillende tv- en Broadway-shows. Verder trad hij op bij concerten en festivals met Jon Lucien, Al Cooper, The Four Tops, Lou Rawls, David Ruffin, The Dells, Gladys Knight, Stevie Wonder, Marvin Gaye,Tavares en anderen. Van 1980 tot 1988 werkte hij als muziekpedagoog bij Jazzmobile. In 1988 bracht hij bij Enja Records het album Manhattan Melody uit met eigen composities.
- Bibliothèque nationale de France: cb139234293 (data)
- Gemeinsame Normdatei: 134355822
- International Standard Name Identifier: 0000 0000 3146 1687
- Library of Congress Control Number: n93096374
- MusicBrainz: 83a6489a-7ac7-44a1-8c4f-6641d3e4b11c
- Nationale Bibliotheek van Tsjechië: xx0015913
- Nationale Bibliotheek van Israël: 987007337131105171
- Système universitaire de documentation: 156658682
- Virtual International Authority File: 51877348
- WorldCat: E39PBJtMrFgxmyg9fgmXrh6BT3